# Supertaça Portuguesa de Futsal de 2016
A Supertaça Portuguesa de Futsal de 2016 foi a 19ª edição da Supertaça Portuguesa de Futsal. 
Esta edição opôs o campeão nacional Sporting Clube de Portugal, enquanto vencedor da Liga Sport Zone de 2016–17 e da Taça de Portugal de 2015–16, ao Sport Lisboa e Benfica, finalista vencido da Taça de Portugal.
O SL Benfica venceu o Sporting CP por 3–2, num encontro disputado no Pavilhão Municipal de Loulé a 8 de Outubro de 2016.

## Partida
| 8 Outubro 2016 | Sporting Clube de Portugal      | 2 – 3 | Sport Lisboa e Benfica | Pavilhão Municipal de Loulé         |
| 18:15          | Diogo Castro 7' · Caio Japa 38' |       | Elisandro 4' 10' 37'   | Árbitro: Eduardo Coelho (AF Aveiro) |

| Sporting CP | SL Benfica |

## Campeão
| Supertaça Portuguesa de Futsal de 2016 |
| -------------------------------------- |
| Portugal                               |
| Sport Lisboa e Benfica 8° Título       |